# Mexikoplatz

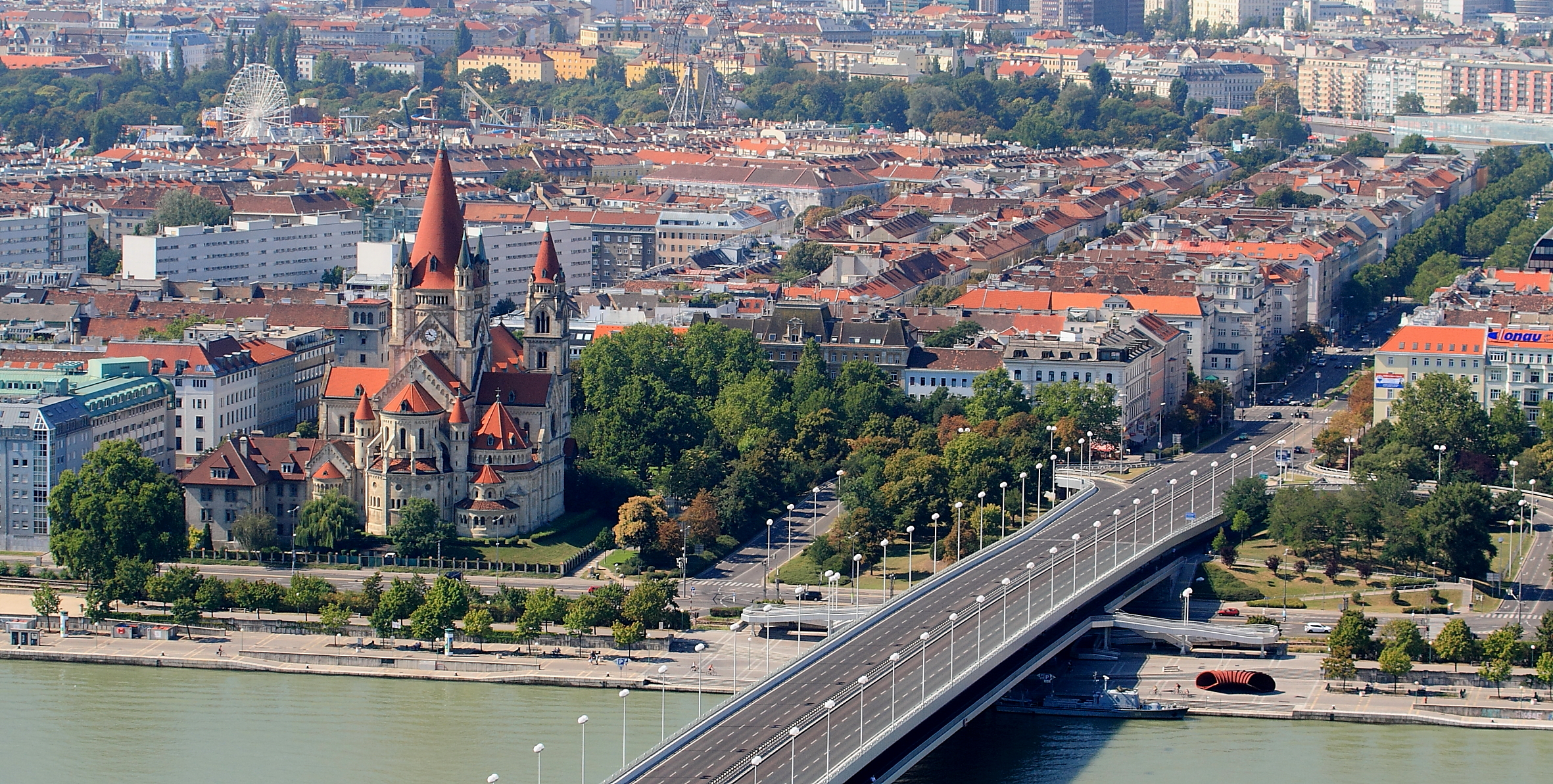
Der Mexikoplatz mit der Franz-von-Assisi-Kirche.

Der Mexikoplatz ist ein Platz im 2. Wiener Gemeindebezirk, Leopoldstadt. Er befindet sich am rechten Ufer der Donau, entlang des Handelskais, und wird von der Rampe der Richtung 22. Bezirk, Donaustadt, führenden Reichsbrücke in zwei Hälften geteilt. In den Jahren 1884–1919 und 1934–1956 hieß er Erzherzog-Karl-Platz, dazwischen im „Roten Wien“ Volkswehrplatz. Der am 20. Juni 1956 vom Gemeinderatsausschuss für Kultur beschlossene heutige Platzname soll daran erinnern, dass Mexiko 1938 das einzige Land war, das vor dem Völkerbund gegen den „Anschluss“ Österreichs an das Deutsche Reich protestierte.

## Geschichte
Ursprünglich hatte die Gegend in den Auen der unregulierten Donau den Namen Schwimmschulmais. (Mais oder Maiß ist dem Österreichischen Wörterbuch zufolge eine Bezeichnung für Holzschlag oder Jungwald.) Bei der Donauregulierung 1868–1875 entstand das heutige, begradigte Strombett, das rechtsufrig von Länden, der Donauuferbahn und dem Handelskai als Zubringerstraße gesäumt wurde. 1876 wurde die vorher auch, seit 1919 nur mehr Reichsbrücke genannte Kronprinz-Rudolf-Brücke eröffnet als Verbindung vom Stadtzentrum zur Kagraner Reichsstraße Richtung Deutsch-Wagram, ins nordöstliche Niederösterreich und nach Brünn in Mähren. Der Handelskai unterquerte die Brücke; als Verbindung zwischen den beiden Verkehrswegen wurden beiderseits der Brücke Auffahrten vom Handelskai zum Brückenkopf errichtet, die Umgebung der Auffahrten wurde großzügig freigehalten und später gärtnerisch gestaltet. So entstand der Platz.
Der südöstliche Platzteil (Mexikopark oder Kirchenpark) wird von der Franz-von-Assisi-Kirche im rheinisch-romanischen Stil bestimmt. Sie wurde in weithin sichtbarer Größe neben die Reichsbrücke gebaut und 1898 zur Feier des Goldenen Thronjubiläums von Kaiser Franz Joseph I. geweiht. Da im selben Jahr seine Gattin Elisabeth ermordet wurde, wurde im linken Seitenschiff der Kirche die Elisabeth-Kapelle errichtet. Auf dem nordwestlichen Teil des Mexikoplatzes befindet sich der sogenannte Rosenpark. Um den Platz wurden vor allem bis 1910 Fabriken, Lagerhäuser, Schiffsstationen und andere Zweckbauten, gemischt mit einfachen Wohnbauten (Zinskasernen, nach 1918 auch Gemeindebauten) errichtet, etwas weiter landeinwärts große Kasernen. (Der Stadtteil wurde damals vorübergehend Donaustadt genannt; ein Name, der sich hier nicht durchsetzte und später für den heutigen 22. Bezirk verwendet wurde.)

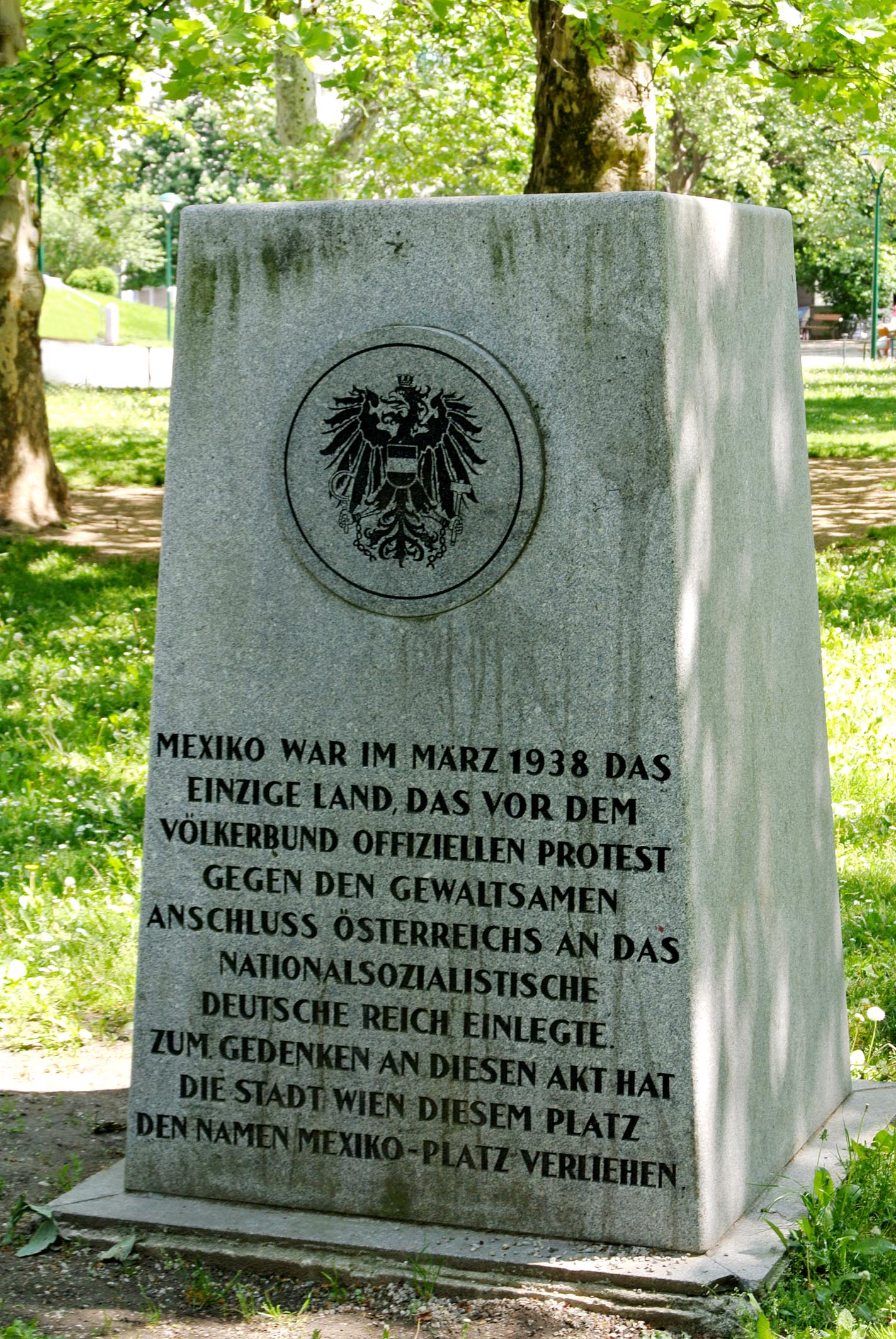
Gedenkstein von 1985

1945–1955 befand sich nordwestlich neben dem Brückenkopf (Ecke Lassallestraße) ein ziegelrotes Denkmal der Roten Armee, die die Brücke im April 1945 erobert hatte. Es bestand aus einem pyramidenförmigen Obelisken und anderen Elementen. Um den nordwestlichen Platzteil verlief bis 1976, als die zweite Reichsbrücke einstürzte, eine Gleisschleife der Straßenbahn, auf der die mit dem Ziel Reichsbrücke betafelten Garnituren der über Ring, Franz-Josefs-Kai, Praterstern und Lassallestraße führenden Linien B und Bk umdrehten. Im Zuge der Engerthstraße verkehrte bis 6. Jänner 1974 die Straßenbahnlinie 11 über den Mexikoplatz, die dann durch Autobusse ersetzt wurde.
1980 wurde die heutige, dritte Reichsbrücke eröffnet. Ihre Rampe ist wesentlich länger als die der zweiten Reichsbrücke, sodass seit 1980 die Querung des Mexikoplatzes im Zuge der zur Donau parallelen Engerthstraße nicht mehr möglich ist. Der Mexikoplatz zerfällt dadurch wesentlich deutlicher als zuvor in zwei nicht zusammenhängende Hälften. Am neuen Ende der Brückenrampe, Ecke Lassallestraße / Vorgartenstraße, wurde 1982 die U-Bahn-Station Vorgartenstraße der damals nach Kagran verlängerten U-Bahn-Linie U1 eröffnet. Über diese Station erreicht man den Mexikoplatz und das Schifffahrtszentrum der DDSG.
Seit 1985 befindet sich auf dem Platz ein Gedenkstein mit folgender Aufschrift:
Mexiko war im März 1938 das einzige Land, das vor dem Völkerbund offiziellen Protest gegen den gewaltsamen Anschluss Österreichs an das nationalsozialistische Deutsche Reich einlegte. Zum Gedenken an diesen Akt hat die Stadt Wien diesem Platz den Namen Mexiko-Platz verliehen.

## Gegenwart

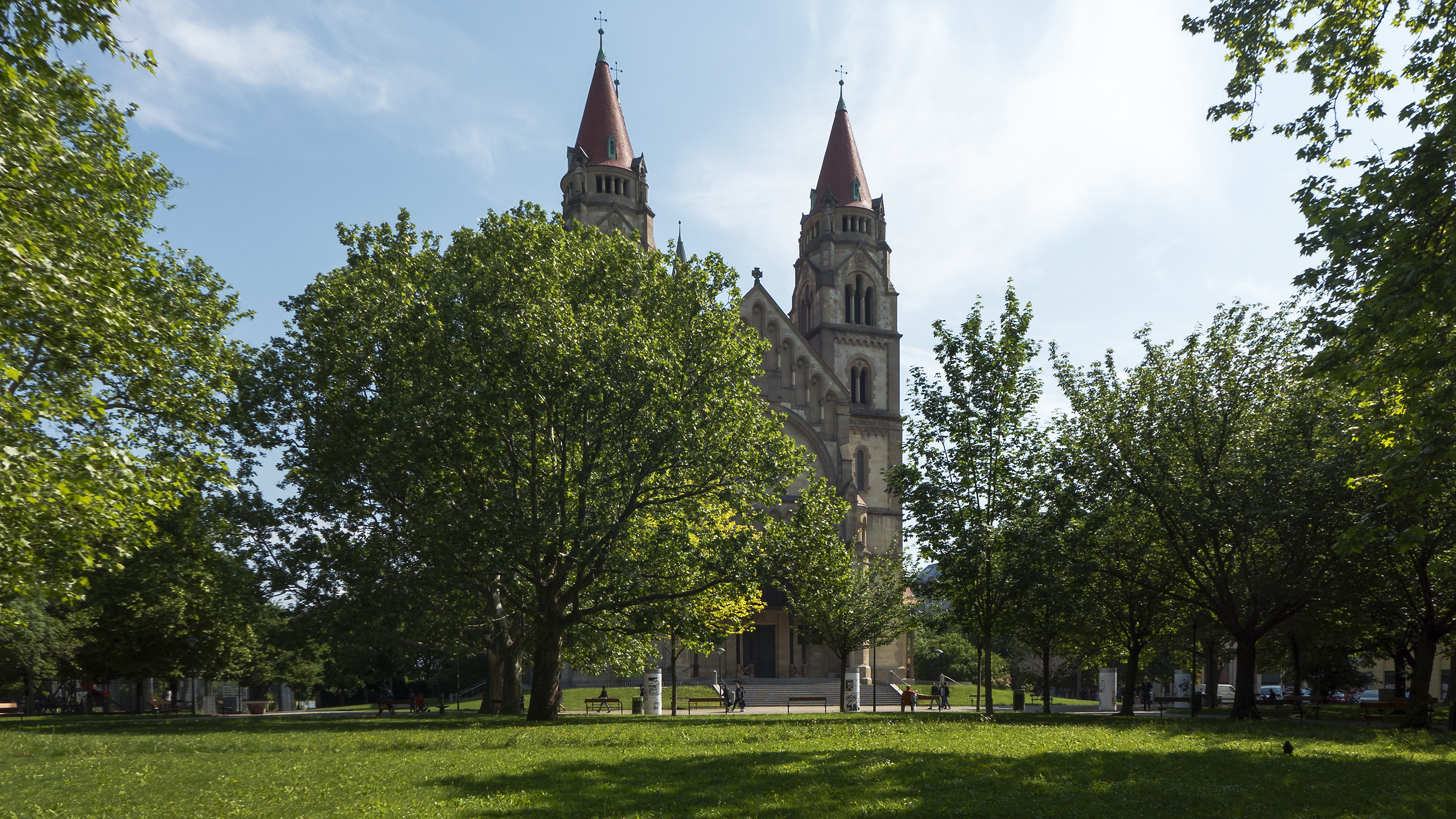
Mexikopark

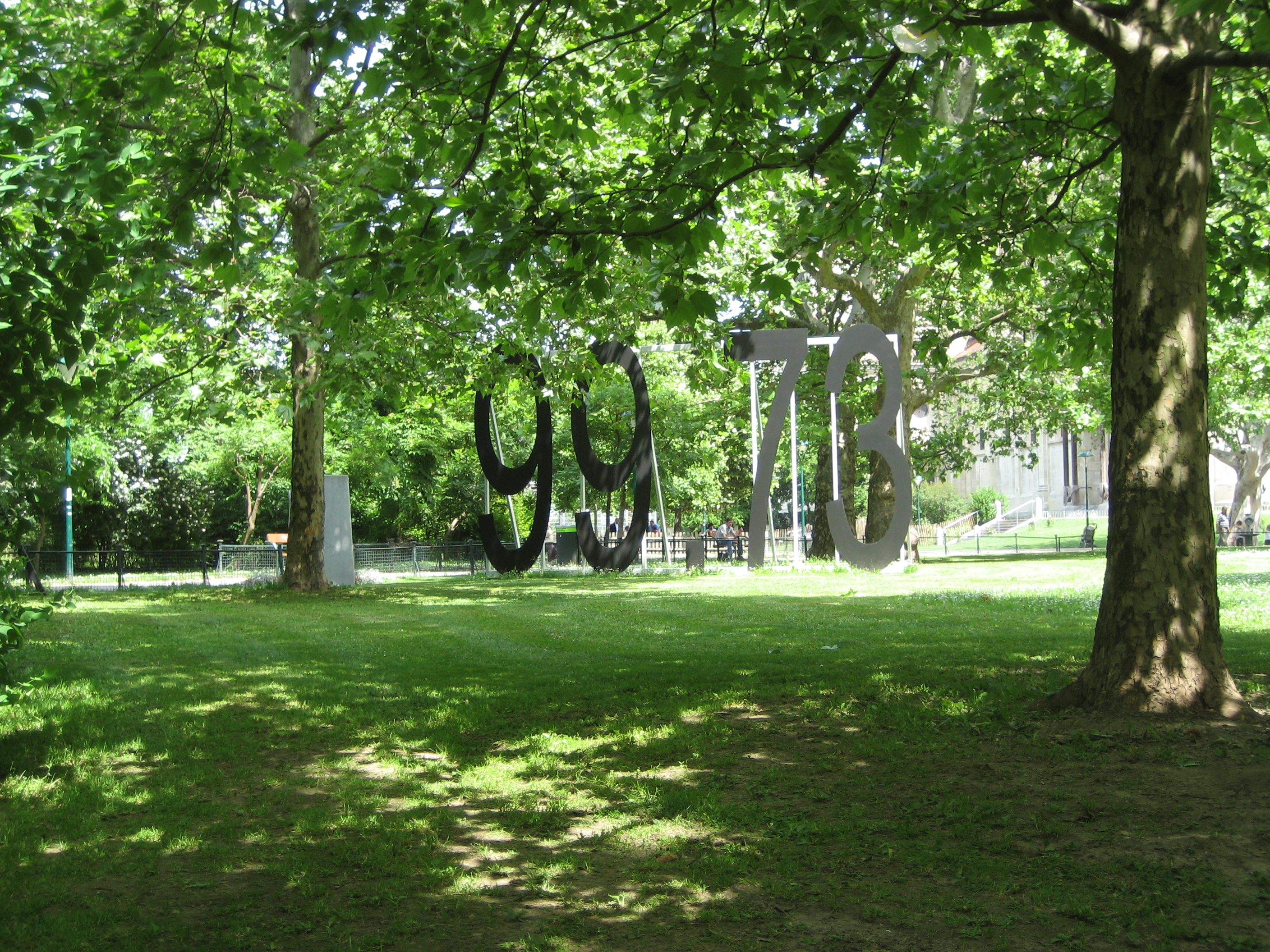
Mahnmal gegen den Mythos des ersten Opfers (2008–2009)

Da sich beim Mexikoplatz seit langem Schiffsanlegestellen befinden, war die Gegend um den Mexikoplatz immer wieder bekannt für Schwarzmarktgeschäfte. Heute ist der Mexikoplatz sprichwörtlicher Treffpunkt und Handelsplatz von Zuwanderern und Matrosen und wird von der sechsspurigen Auffahrt zur Reichsbrücke dominiert. Die zunehmende Frequenz von Kreuzfahrtschiffen auf der Donau macht den Mexikoplatz in den letzten Jahren für viele Schiffspassagiere zum Tor nach Wien.
Manche Wiener glauben, dass der Name Mexikoplatz darauf zurückgeht, dass der Bruder Kaiser Franz Josephs, Ferdinand Maximilian, einst Kaiser von Mexiko war.
Von 10. April 2008 bis 14. April 2009 war auf dem Mexikoplatz das von Marko Lulić geschaffene Mahnmal gegen den Mythos des ersten Opfers zu sehen. Die 3,2 Meter hohe Eisenstahlskulptur stellte die Zahl 99,73 dar und sollte auf den Widerspruch zwischen der in der Moskauer Deklaration 1943 enthaltenen Bemerkung, Österreich sei als Staat das erste Opfer Hitlers gewesen, und der mittels manipulierter Abstimmung am 10. April 1938 nachträglich eingeholten Zustimmung der Bevölkerung (99,73 % stimmten mit Ja; jüdischen Bürgern war die Teilnahme verboten) hinweisen.